# Daily Dose of Millennial

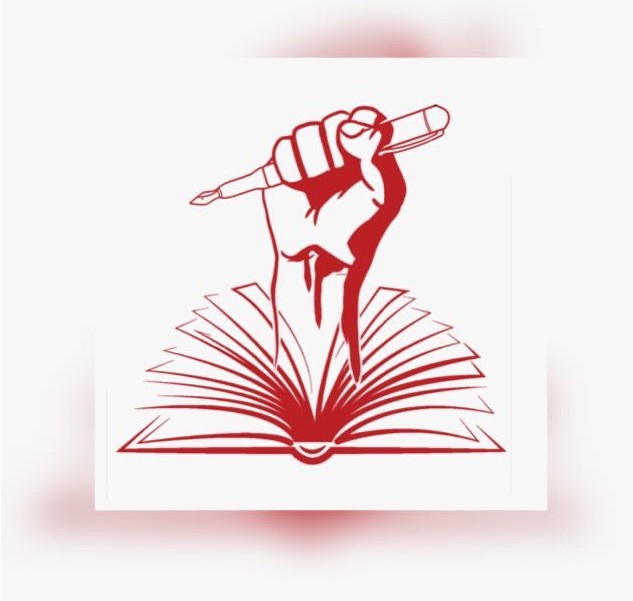
Logo Daily Dose of Millennial

Daily Dose Of Millennial,  fondată în anul 2020, este o publicație ce conține articole din lumea politică, istorie, economie și filozofie. 
Primul număr ,,Daily Dose Of Millennial” a apărut în martie 2021, cu scopul de a face auzită vocea tinerei generații.
Rolul revistei este acela de a informa tinerii despre problemele actuale politice sau culturale și despre cauzele istorice ale unor evenimente ce sunt relevante chiar și în momentul de față. 

## Istoric
Revista a luat naștere odată cu venirea pandemiei de COVID-19, când două tinere din Ploiești, Rania Derweesh si Primăvăruș Daria,
care treptat s-au transformat într-o echipa de zeci de tineri din toată țara, au avut dorința de a aduce o îmbunătățire lumii. 
Observând lipsa de informare a tinerilor cu privire la problemele actuale, au decis să creeze articole bine structurate din domeniul istoriei, politicii, economiei sau al filozofiei.
Primele articole si-au făcut apariția online, pe site-ul oficial al revistei.
Mai târziu, după aproape un an, a apărut și primul număr fizic, care a avut un real succes.

## Echipa Daily Dose Of Millennial

##### Fondatori
Daria Primăvăruș
Rania Derweesh

##### Coordonatori
Mara Săvescu
Diana Sîrbu
Aytana Anghel
Ștefan Brădianu

##### Redacție
Busuioc Alexandra
Daria Anghel
Irina Radu
Catinca Soare
Eliza Ene
Ana Ciolac
Andrei Marcu
Ștefania Țenescu
Alina Vițel
Daria Blendea
Rania Derweesh 
Daria Primăvăruș
Diana Sîrbu
Aytana Anghel
Ștefan Brădianu

##### Design
Maria Cristea
Gloria Stoica
Diana Oancea
Miruna Vasile
Antonia Drăgan
Amalia Radu
Mara Săvescu

##### Tehnoredacție
Andrei Nicula
Diana Neagu
Daniela Dobre
Andreea Vaida 

##### Resurse Umane
Denisa Ciutacu